# Май (Речицкий район)
Май (бел. Май) — деревня в Заспенском сельсовете Речицкого района Гомельской области Белоруссии.

## География

### Расположение
В 12 км на юг от районного центра и железнодорожной станции Речица (на линии Гомель — Калинковичи), 62 км от Гомеля.

## Транспортная сеть
Рядом автодорога Лоев — Речица. Планировка состоит из прямолинейной улицы, близкой к меридиональной ориентации и застроенной двусторонне деревянными усадьбами.

## История
Основана в начале 1920-х годов переселенцами из соседних деревень на бывших помещичьих землях. В 1931 году организован колхоз. 40 жителей погибли на фронтах Великой Отечественной войны. Согласно переписи 1959 года в составе колхоза «Советская Беларусь» (центр — деревня Заспа).

## Население

### Численность
- 2004 год — 59 хозяйств, 131 житель.

### Динамика
- 1930 год — 11 дворов 50 жителей.
- 1959 год — 295 жителей (согласно переписи).
- 2004 год — 59 хозяйств, 131 житель.